# Ołeksandr Jazłowecki
Ołeksandr Jazłowecki (ur. 2 marca 1979 w Hybaliwce) – ukraiński biskup rzymskokatolicki, biskup pomocniczy kijowsko-żytomierski od 2019.

## Życiorys
Pochodzi z mieszanej narodowościowo rodziny polsko-ukraińskiej. Ukończył studia w seminarium duchownym w Grodku Podolskim i Papieskim Uniwersytecie Laterańskim uzyskując doktorat w zakresie prawa kanonicznego.
Święcenia kapłańskie otrzymał 26 czerwca 2004 i został inkardynowany do diecezji kamieniecko-podolskiej. Po kilkuletnim stażu wikariuszowskim oraz studiach w Rzymie został prorektorem seminarium duchownego w Grodku Podolskim, a w 2014 objął stanowisko jego rektora. W 2018 mianowany kanclerzem kurii kijowsko-żytomierskiej.
18 września 2019 papież Franciszek mianował go biskupem pomocniczym kijowsko-żytomierskim nadając mu stolicę tytularną Tulana. Sakry udzielił mu 9 listopada 2019 nuncjusz apostolski na Ukrainie – arcybiskup Claudio Gugerotti.